# Ілія Столиця
Ілія Столиця (серб. Илиja Столица/Ilija Stolica, нар. 7 липня 1979, Белград) — сербський футболіст, нападник. Виступав у збірній Сербії та Чорногорії і в клубах Сербії і Чорногорії, а також п'яти зарубіжних країн.

## Кар'єра гравця
Футболом почав займатися в семирічному віці. Головним кумиром Ілії став його дядько, який був професійним футболістом і грав у Першій лізі Югославії, потім — в Іспанії. У дитинстві він ходив разом з ним на тренування.
Професійну кар'єру розпочав у клубі «Земун». Потім грав у Іспанії за клуб «Леріда». У 2000 році повернувся в «Земун». З 2000 року по 2001 рік виступав за «Партизан». У команді відзначився високою результативністю. Але незабаром повернувся в «Земун».
Взимку 2003 року перейшов в донецький «Металург». У чемпіонаті України дебютував 9 березня 2003 року в матчі проти полтавської «Ворскли-Нафтогаз» (2:0). У наступному матчі чемпіонату проти криворізького «Кривбасу» відзначився забитим м'ячем. У березні 2005 року покинув команду в статусі вільного агента. Всього за «Металург» провів 20 матчів і забив 5 м'ячів у чемпіонаті України. Незабаром повернувся на батьківщину в клуб ОФК.
Влітку 2005 року перейшов в бельгійський «Сінт-Трейден». У Лізі Жупіле дебютував 6 серпня 2005 року в матчі проти «Руселаре» (1:0), Столиця відзначився єдиним голом на 19 хвилині. Взимку 2007 року перейшов у «Монс». У команді провів один рік та зіграв 42 матчі, забив 10 м'ячів.
Взимку 2009 року перейшов в клуб грецької Суперліги ОФІ з міста Іракліон.
У 2010 році виступав за чорногорську «Будучност (Подгориця)».
30 липня 2010 року Столиця підписав контракт з «Нью-Інгленд Революшн». В своїй новій команді Ілія дебютував 8 серпня 2010 року у матчі проти Ді Сі Юнайтед. Свій перший м'яч у складі Революшн забив 14 серпня 2010 року в матчі MLS проти х'юстонського Динамо
Столиця разом зі своїм одноклубником Тімом Марреєм був відданий в оренду (до 29 квітня 2011 року) до клубу «Нью-Йорк» з USL.
1 липня 2014 року контракт Ілії з «Нью-Інгленд» завершився й він покинув клуб.

## Кар'єра в збірній
Виступав за молодіжну збірну Югославії U-21 та олімпійську збірну. У 2005 році провів 2 матчі за національну збірну Сербії і Чорногорії.

## Тренерська кар'єра
У 2014 році працював асистентом головного тренеру у юнацькій збірній Сербії U-16. 2015 року обіймав аналогічну посаду в белградському «Партизані». У 2016 році повертається до роботи з молодими футболістами та обіймає посаду головного тренера юнацької збірної Сербії U-17, але того ж року переходить на аналогічну посаду в юнацькій збірній Сербії U-16.

## Досягнення
- Кубок Югославії
  -  Володар (1): 2001